# Ophiarachna delicata
Ophiarachna delicata är en ormstjärneart som först beskrevs av Hubert Lyman Clark 1932.  Ophiarachna delicata ingår i släktet Ophiarachna och familjen Ophiodermatidae. Inga underarter finns listade i Catalogue of Life.